# Mesmer (Film)
Mesmer ist ein Spielfilm des Regisseurs Roger Spottiswoode. Er erzählt aus dem Leben des Arztes und Begründer des „Mesmerismus“, Franz Anton Mesmer, der von Alan Rickman dargestellt wird.

## Handlung
Der Film beginnt in Wien um 1770: Mesmer erregt als Wunderheiler den Spott und die Verachtung der Wiener Ärzteschaft. Seine psychisch leidenden Patienten behandelt er mit gänzlich unorthodoxen – teilweise erfolgreichen – Methoden. Er lebt in unglücklicher Ehe mit seiner Frau, die er als reiche Witwe geheiratet hat. Dem Haushalt gehören auch der Sohn Franz und die jüngere Cousine der Gattin, Francisca, an sowie u. a. der Diener Gregor.
Mesmers großer Fall wird die blinde Pianistin Maria Theresia Paradies. Bei einem ihrer Wiener Konzerte, bei einer Abendgesellschaft, gelingt es Mesmer, einen Anfall der jungen Künstlerin unter Kontrolle zu bringen. Daraufhin setzt sie gegen den Willen ihres Vaters (von dem sie sexuell missbraucht wird) eine Therapie bei Mesmer durch. Dieser versteht ihre Blindheit als hysterische Verweigerung, die Welt zu sehen. Die Behandlung Maria Theresas scheint erfolgreich zu verlaufen. Nach einem unglücklichen Sturz während einer Behandlung kann sie wieder sehen.
Kurz darauf wird Mesmer als Scharlatan, Betrüger und falscher Wunderheiler verurteilt, von der medizinischen Fakultät Wiens ausgeschlossen und des Landes verwiesen. Er flüchtet nach Paris, wo er Erfolge in der Behandlung vor allem von Epileptikern und hysterischen Adeligen (u. a. Konstanze Breitebner) erzielen kann.
Jahre später, am Vorabend der Französischen Revolution, muss er sich der königlichen Medizinischen Gesellschaft in Paris in einer Anhörung stellen. Diese will ihn als Scharlatan entlarven. Maria Theresa wird vorgeführt. Noch bevor diese zu erkennen gibt, dass sie wieder erblindet ist, bricht das aufgebrachte Volk in den Saal herein und treibt die Gelehrten in die Flucht. Zurück bleiben Mesmer und Maria Theresa mit ihrem Geständnis, dass sie in dieser Welt nicht sehen will.

## Auszeichnung
- 1994 – Alan Rickman wurde für Mesmer beim World Film Festival in Montreal eine Auszeichnung als bester Schauspieler verliehen.